# Tipula ovalis
Tipula ovalis är en tvåvingeart som beskrevs av Alexander 1951. Tipula ovalis ingår i släktet Tipula och familjen storharkrankar. Inga underarter finns listade i Catalogue of Life.